# 동신초등학교 (경기)
동신초등학교는 대한민국 경기도 안성시에 있는 공립 초등학교이다.

## 학교 연혁
- 1940. 06. 15 비봉간이학교 개교
- 1943. 04. 01 보개남국민학교로 승격
- 1945. 04. 15 동신국민학교로 교명 변경
- 1981. 03. 01 동신국민학교 병설유치원 개원
- 1996. 03. 01 동신초등학교로 교명 변경

## 참고 자료
- 동신초등학교 - 한국교육학술정보원 학교알리미